# Бромлі
Бромлі, Бромлей (англ. Bromley) — один з 32 районів Лондона. Знаходиться 9,3 милях (15 км) у південно-східному напрямку від Чарінг-Кросс. Відкриття залізничної станції в 1858 році зіграло ключову роль у його розвитку, у ході якого Бромлі перетворився з аграрного села у великий торговий центр. У результаті росту Лондона у XX столітті, Бромлі став частиною Великого Лондона в 1965 році і в теперішній час є одним з декількох значних комерційних і торговельних районів за межами центральної частини Лондона.
Населення — 295 тисяч чоловік.
Площа району — 150 км², найбільша у Великому Лондоні, однак, серед округів Англії займає лише 188 місце з 326.

## Відомі люди
Народились
- Гелен Раппапорт - британська письменниця, колишня акторка